# Miom
Miom je dobroćudni tumor maternice. Zove se i fibriod, leiomiom, fibromiom. 
Bezopasan je u smislu, da neće doći do nastanka metastaza i širenja u druge organe, ali može dovesti do prekomjernog menstrualnog krvarenja (menoragija), često uzrokuje anemije i može dovesti do neplodnost i i spontanog pobačaja. Miom nastaje iz glatkoga mišićnog tkiva stijenke maternice, a uzrok nastanka nije poznat. Estrogen ne uzrokuje miome, ali može pospiješiti njihov rast. Svaka treća žena poslije 35. godine ima miome. Ako ne izazivaju znatnije tegobe, dovoljne su redovite ultrazvučne kontrole. Enukleacija je uklanjanje mioma, bez uklanjanja maternice (histerektomija). Laserska kirurgija (zvana myolysis) sve se više koristi i pruža alternativu tradicionalnim operacijama. 

## Podjela
Miomi se prema odnosu na stijenku i građu maternice dijele na: subserozni miom (miom na mišićnoj stijenci maternice, ispod serozne površine koja prekriva maternicu), intramuralni miom (miom koji raste unutar materične stijenke) i submukozni miom (miom koji raste ispod sluznice maternice).

## Vanjske poveznice
|  | Zajednički poslužitelj ima još gradiva o temi Miom |

|  | Molimo pročitajte upozorenje o korištenju medicinskih informacija. Ne provodite liječenje bez savjetovanja s liječnikom! |